# Universidade Nacional de Sunchon
A Universidade Nacional de Sunchon (SCNU) é uma universidade nacional situada em Suncheon, na província de Jeolla do Sul, Coreia do Sul.